# Donji Gradac (Široki Brijeg, BiH)
Donji Gradac je naseljeno mjesto u gradu Širokom Brijegu, Federacija Bosne i Hercegovine, BiH.

## Stanovništvo

### Popisi 1971. – 1991.
| Donji Gradac       |              |              |              |
| godina popisa      | 1991.        | 1981.        | 1971.        |
| Hrvati             | 784 (98,36%) | 830 (97,76%) | 833 (98,57%) |
| Srbi               | 8 (1,00%)    | 8 (0,94%)    | 11 (1,30%)   |
| Muslimani          | 0            | 0            | 0            |
| Jugoslaveni        | 0            | 11 (1,29%)   | 0            |
| ostali i nepoznato | 5 (0,62%)    | 0            | 1 (0,11%)    |
| ukupno             | 797          | 849          | 845          |

### Popis 2013.
| 'Donji Gradac      |              |
| godina popisa      | 2013.        |
| Hrvati             | 666 (99,11%) |
| Srbi               | 1 (0,15%)    |
| Bošnjaci           | 0            |
| ostali i nepoznato | 5 (0,74%)    |
| ukupno             | 672          |

## Spomenik u Donjem Gracu
Spomenik poginulim u II. svjetskom i Domovinskom ratu podignut je 2001. godine u Donjem Gracu. Na njemu su uklesana imena 44 gradačkih mučenika. Spomen obilježje sastoji se od pravokutnog postolja, a iz otvorenog križa, ruke kamene uperene nebu kao da se mole Bogu za pokoj mrtvima žudeći slobodu i mir svom hrvatskom narodu.

## Vanjske poveznice
- Satelitska snimka[neaktivna poveznica]